# Marta Kadlecová
Marta Kadlecová (* 20. července 1944 Praha) je bývalá československa a česká sportovní plavkyně, účastnice olympijských her v roce 1960.
Je rodačkou z pražských Vinohrad. Její otec byl správcem domu č. 8 v Lucemburské ulici. Plavat se naučila ve 12 letech v plaveckém kroužku při Domu pionýrů a mládeže. Po roce přešla do plaveckého oddílu vysokých škol Slavia (dnešní USK) k trenérce Belasové.
Závodní plavání kombinovala s obtížemi se studiem střední ekonomické (hospodářské) školy v Resslově ulici. V pět ráno vyrážela z domu na trénink do Tyršova domu, kde byl 25 m bazén. Na osmou hodinu do školy a po škole opět na trénink. Mezi československou špičku pronikla v roce 1959. Pod vedením Františka Plicky se specializovala na plaveckou techniku prsa.
V roce 1960 zaplavala na neolympijské trati 100 m prsa patý světový čas 1:20,9. Na olympijské trati 200 m se dostala poprvé pod magickou hranici tří minut. Trenér Plicka jí však nepovažoval za výjimečný talent. Podle něho patřila mezi houževnaté, v tréninku poctivé a pracovité sportovce. Vyčítal jí horší životosprávu, dodržování jídelníčku. Měla totiž sklony k obezitě a od spojek se mu donášelo, že si ráda potají zaskočí do cukrárny. Pro účast na olympijských hrách v Římě měla však i dobré kádrové hodnocení (dítě z dělnické rodiny) a jako perspektivní závodnice byla na olympijské hry nominovaná ve svých 16 letech. Koncem října však čas pod 3 minuty v olympijském závodě na 200 m prsa nepotvrdila a nepostoupila z rozplaveb do dalších bojů.
V roce 1961 a 1962 kvůli škole vypustila letní sezónu. V lednu 1963 změnila prostředí přestupem do klubu TJ Dynamo Praha, ale po roce se vrátila mezi vysokoškolačky do Slavie VŠ. V roce 1964 však nesplnila kvalifikační kritéria pro start na olympijských hrách v Tokiu. Sportovní kariéru ukončila v roce 1966.